# Isabel Ambrosio
María Isabel Ambrosio Palos (Madrid, 18 de julio de 1970) es una política española del Partido Socialista Obrero Español. Ocupó el cargo de alcaldesa de la ciudad de Córdoba entre 2015 y 2019.

## Biografía
Nacida el 18 de julio de 1970 en Madrid, estudió Bachillerato en la antigua Universidad Laboral de Córdoba. Es técnica de Información juvenil de la Diputación Provincial de Córdoba. Está casada y tiene dos hijas nacidas en 2002 y 2004.

## Actividad política
En 1999, cuando contaba con 29 años, es nombrada asesora del grupo municipal del PSOE en el Ayuntamiento de Córdoba. En 2000 fue nombrada secretaría de Organización del PSOE de Córdoba y en el congreso provincial del 2004 fue designada secretaria general del partido en la provincia. 
En 2004 se convirtió en diputada del Parlamento de Andalucía por la provincia de Córdoba. En el parlamento presidió la Comisión de Discapacidad y actuó como ponente del PSOE en la Ley de Promoción y Defensa de la Competencia de Andalucía. Posteriormente ocupó la vicepresidencia de la Comisión de Gobernación y fue portavoz del Grupo Socialista en la Comisión de Turismo, Comercio y Deporte.
El 20 de mayo de 2008 presentó su renuncia al acta de diputada del Parlamento de Andalucía, obtenida en las elecciones autonómicas por la circunscripción de Córdoba, fecha en la que fue nombrada delegada del Gobierno de la Junta de Andalucía en la provincia de Córdoba.
El 20 de enero de 2015 dejó su puesto como delegada de la Junta para concurrir a las elecciones municipales de Córdoba por el PSOE. El 13 de junio de 2015 fue elegida alcaldesa de la ciudad de Córdoba, con los votos favorables de IU y Ganemos Córdoba. El primer acto como primera edil fue depositar un ramos de rosas rojas en la tumba del último alcalde socialista, y último de la Segunda República, Manuel Sánchez-Badajoz.
Una de sus medidas fue modificar las nomenclaturas de varias calles cordobesas según la Ley de Memoria Histórica. A pesar de que se hizo efectivo, tras su salida del gobierno local, las vías más célebres recobraron su nombre original como la calle Cruz Conde o la avenida de Vallellano.
Tras las elecciones municipales de 2019, el Partido Popular consiguió ganar las elecciones y el nuevo alcalde popular José María Bellido sustituyó a Ambrosio al frente de la alcaldía.En 2022 vuelve al parlamento andaluz